# Zhongshan (Guangdong)
Zhongshan ([ʈʂʊ́ŋ ʂán]; xinès: 中山) és una ciutat-prefectura al sud del delta del riu Perla a la província de Guangdong, Xina. Segons el cens del 2020 la ciutat tenia 4.418.060 habitants. Forma part de la conurbació Guangzhou-Shenzhen amb 65.565.622 habitants. Els subdistrictes del nucli urbà solien anomenar-se Shiqi o Shekki (en xinès: 石岐).
Zhongshan és una de les poques ciutats de la Xina que porta el nom d’una persona. Rep el seu nom del doctor Sun Yat-sen (1866-1925), que es coneix en mandarí com Sun Zhongshan. Sun, el pare fundador de la República de la Xina que també és considerada positivament per la República Popular, va néixer al poble de Cuiheng, al municipi de Nanlang, del que llavors era el comtat de Xiangshan. El 1925, l'any després de la seva mort, Xiangshan va passar a anomenar-se Zhongshan en honor seu.

## Història
Fa milers d’anys, gran part de la zona de Zhongshan es trobava dins de l'estuari del riu Perla, amb algunes illes disperses. A poc a poc, de sud a nord, la zona es va anar omplint de llims al·luvials i es va convertir en secà. Les parts del nord de l’actual Zhongshan no es van omplir fins a l’època de la dinastia Ming.
La zona de Zhongshan formava part d'un extens comtat de Dongguan durant la dinastia Tang (618-907 dC), i va ser un important productor de sal marina. El 1082, durant la dinastia Song del Nord, es va fundar a la zona un assentament fortificat anomenat Xiangshan, que va marcar el primer ús oficial del nom amb el qual es coneixeria al llarg de la major part de la seva història moderna. El pròsper assentament va passar a ser un comtat el 1152. Després del col·lapse de la dinastia Song del Sud, molts descendents de funcionaris de la cort Song, inclosos membres de la família imperial, es van establir a Xiangshan. Sota la dinastia Qing, es van construir terraplens per evitar inundacions a les noves terres al·luvials i es va ampliar la zona de cultiu.
Gran part de la Primera Guerra de l'Opi va tenir lloc a Xiangshan i als voltants. El 1839, l'oficial Lin Zexu va arribar a Xiangshan i va ordenar l'expulsió de sir Charles Elliot i d'altres comerciants britànics de la zona. Els soldats de la dinastia Qing van resistir els atacs britànics a la zona el 1840, però finalment van quedar desbordats.
Després que les Guerres de l'Opi van obrir la regió a la influència estrangera, diversos residents de Xiangshan, inclòs Sun Yat-sen, van marxar a estudiar a l'estranger i van ser un dels creadors de la Xina moderna. Xiangshan va ser un dels primers comtats de la Xina alliberats com a part de la Revolució Xinhai. Després de la mort de Sun Yat-sen el 1925, el comandant en cap de les forces armades de la República de la Xina va decidir commemorar Sun rebautitzant el seu comtat de naixement de Xiangshan a Zhongshan.
Les unitats nacionalistes i comunistes van llançar atacs guerrillers contra les forces japoneses a partir del 1942. El 15 d'agost de 1945, les forces japoneses van declarar una rendició incondicional i Zhongshan va ser alliberat.
Zhongshan va ser l'escenari de la lluita durant la guerra civil xinesa i va ser detingut durant bona part per la guerra pels nacionalistes. El 30 d'octubre de 1949, però, l'Exèrcit Popular d'Alliberament va derrotar les forces nacionalistes a Zhongshan, i el comtat va quedar sota el control de la República Popular de la Xina.
El 1983, Zhongshan va passar de comtat a ciutat-comtat, sota l'administració de Foshan. El 1988 Zhongshan es va convertir en una ciutat-prefectura.

## Geografia

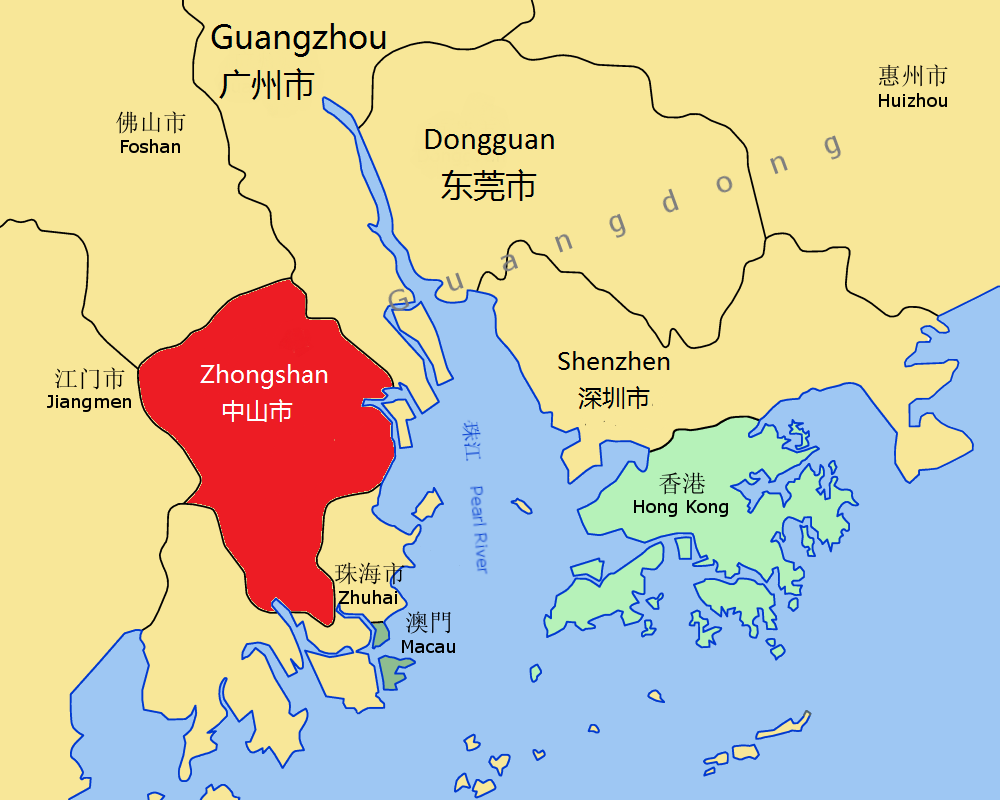
Ubicació de Zhongshan al delta del riu Perla.

Zhongshan es troba al costat oest de la desembocadura del riu Perla, just davant de Shenzhen i Hong Kong. Es troba al sud de Canton i Foshan i al nord de Zhuhai i Macau. La part nord de Zhongshan, incloent la major part de la zona urbanitzada, es troba a les planes al·luvials del delta del riu Perla, mentre que la part sud del territori de la ciutat arriba a una gamma de turons costaners.
Els més destacats són els turons de Wugui (xinès: 五 桂山; pinyin: Wǔguī Shān). La geografia actual de la ciutat és típica del sud de la Xina: nombroses muntanyes i pujols escarpats amb planes al·luvials fins a la costa. El cim principal dels turons de Wugui és el punt més alt de la ciutat, a 531 metres sobre el nivell del mar.
Com gairebé tot el sud de la Xina, el clima de Zhongshan és càlid i humit la major part de l'any, amb una temperatura mitjana de 22 ° C i. El sud de la Xina experimenta tifons i tempestes força freqüents, i la majoria de pluges cauen entre abril i setembre.